# Епархия Далтонганджа
Епархия Далтонганджа (лат. Dioecesis Daltonganiensis) — епархия Римско-Католической церкви c центром в городе Далтонгандж, Индия. Епархия Далтонганджа входит в митрополию Ранчи.

## История
5 июня 1971 года Римский папа Павел VI выпустил буллу Supremi Ecclesiae, которой учредил епархию Далтонганджа, выделив её из архиепархии Ранчи.
1 апреля 1995 года епархия Далтонганджа передала часть своей территории для возведения новой епархии Хазарибагха.

## Ординарии епархии
- епископ George Victor Saupin (5.06.1971 — 30.11.1987) — назначен епископом епархии Бхагалпура;
- епископ Charles Soreng (23.10.1989 — 1.04.1995) — назначен епископом епархии Хазарибагха;
- епископ Gabriel Kujur (3.03.1997 — по настоящее время).

## Источник
- Annuario Pontificio, Ватикан, 2007
- Булла Supremi Ecclesiae  (лат.)